# M'Lili
M'Lili (în arabă مليلى) este o comună din provincia Biskra, Algeria.
Populația comunei este de 6.497 de locuitori (2008).